# 志摩市立文岡中学校
志摩市立文岡中学校（しましりつふみおかちゅうがっこう）は、三重県志摩市阿児町鵜方にある、公立の中学校である。通称は文中（ふみちゅう）。

## 概要
- 敷地面積:27,798m2
  - 建物敷地：12,726m2
    - 校舎面積：5,533m2

  - 運動場：14,593m2
- 生徒数は、志摩市内では最多。2009年（平成21年）5月現在の生徒数は436人[2]。

## 沿革
前身校時代
- 1947年（昭和22年）4月15日 - 鵜方村立鵜方中学校、神明村立神明中学校設立。それぞれ、鵜方小学校、神明小学校に併設される。
- 1948年（昭和23年）
  - 5月10日 - 三重県が学校再配置計画を発表、鵜方・神明両中学校の統合を示唆。
  - 5月24日 - 鵜方村・神明村議会合同協議会、統合校名を「文岡中学校」に決定。小学校の西校舎を借用して授業を開始。

組合立中学校時代
- 1948年（昭和23年）
  - 7月9日 - 神明村立神明小学校地を文岡中学校として使用開始。
  - 7月15日 - 「鵜方村ほか一か村学校組合立文岡中学校」創立記念式典を挙行。当時の生徒数は423名。
  - 10月1日 - 校章制定。
- 1949年（昭和24年）
  - 3月24日 - 校舎・校地建築契約成立。総工費は970万円であった。
  - 12月2日 - 新校舎に移転。
  - 12月9日 - 新校舎落成式挙行。
- 1950年（昭和25年）4月1日 - 「鵜方村・神明村学校組合立文岡中学校」に改称。
- 1951年（昭和26年)1月1日 - 鵜方村が町制を施行したことにより「鵜方町・神明村学校組合立文岡中学校」に改称。

町立中学校時代
- 1955年（昭和30年）1月1日 - 市町村合併により「阿児町立文岡中学校」となる。
- 1956年（昭和31年）1月 - 志摩教科書センターに指定。
- 1957年（昭和32年）12月7日 - 校歌制定。
- 1959年（昭和34年）
  - 3月23日 - 1955年（昭和30年）に廃校した三重県立志摩高等学校南校舎（鵜方校舎）を譲受、文岡中学校西校舎として使用。
  - 9月26日 - 伊勢湾台風の被害を受ける。東校舎は同年11月、西校舎は翌年6月6日に復旧。
- 1963年（昭和38年）3月31日 - 体育館完成。
- 1965年（昭和40年）6月10日 - 学校給食開始。
- 1971年（昭和46年）5月6日 - 運動場が日本陸上競技連盟から第五種公認競技場に認定される。
- 1980年（昭和55年）3月26日 - 新校舎建築工事起工式。翌年2月17日竣工。
- 1997年（平成9年）11月7日 - 創立50周年式典挙行。

市立中学校時代
- 2004年（平成16年）10月1日 - 市町村合併により「志摩市立文岡中学校」になる。
- 2013年（平成25年）4月1日 - 志摩市立的矢中学校を統合[3]。
- 2014年（平成26年） - グリーン帯がスカイガーデンと名を変え、改修される。

## 施設
- 校舎
- 体育館
- 部室棟
- グラウンド
- テニスコート
- 柔道剣道場
- 技術科室

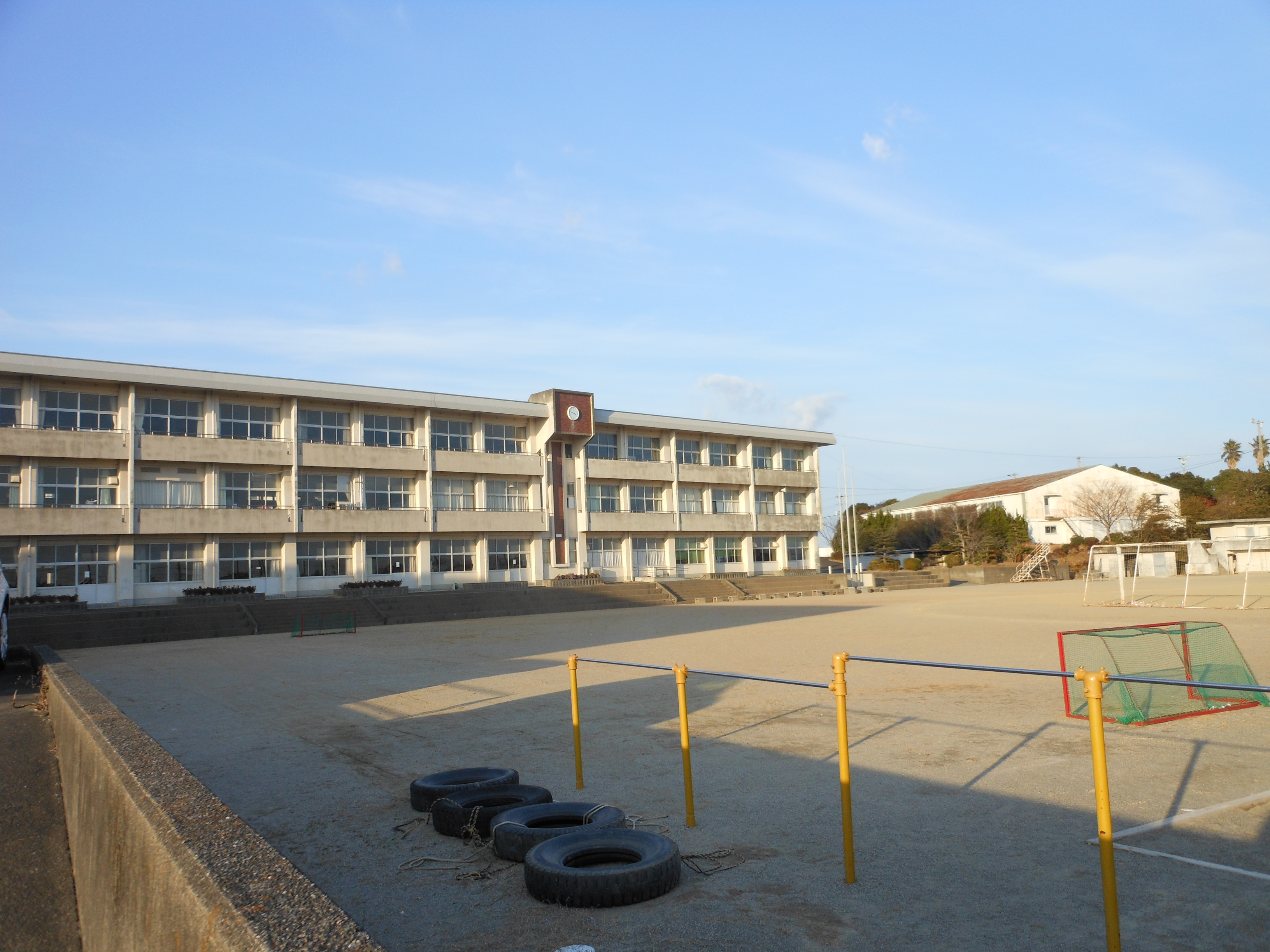
グラウンドと校舎

- スカイガーデン(校舎と校舎のあいだに存在する広場。旧称はグリーン帯)

※市営のグラウンドも隣接しており、施設は充実している。

## 通学区
鵜方小学校区
阿児町鵜方
磯部町的矢
磯部町三ヶ所
磯部町渡鹿野
神明小学校区
阿児町神明

## 校歌
- 作詞：楠井不二
- 作曲：岡本敏明
- 3番まであり、学校区の名所である「横山」・「英虞の海」が登場する。 校名は含まれていないが「文ヶ岡」という語が1番にある。

## 学校行事
- 4月 - 始業式、入学式、修学旅行
- 6月 - 校内陸上記録会※平成26年度より廃止
- 9月 - 体育祭
- 10月 -文化祭、合唱祭
- 3月 - 卒業式、終了式

## 部活動
鳥羽志摩地区では強豪として知られている部も多い。
- 野球部
- サッカー部
- 陸上競技部
- 男子バスケットボール部
- 女子バスケットボール部
- 男子バレーボール部
- 女子バレーボール部
- 男子卓球部
- 女子卓球部
- バドミントン部
- 男子ソフトテニス部
- 女子ソフトテニス部
- 吹奏楽部
- 美術部

## 過去の成績
- 第39回全日本中学校陸上競技選手権大会（2012年）男子400mR優勝[4]。

## 進路
- 多くの生徒が高等学校へ進学する。進学先は市内の志摩高校をはじめ、伊勢市の伊勢高校・宇治山田高校・宇治山田商業高校・皇學館高校が多い。特に近年は伊勢市への進学者が増加し、上記の高校では出身中学校別生徒数で上位に入っている。

## 交通
- 近鉄志摩線鵜方駅より徒歩約12分（約1km）
- 三重交通神明中田バス停より徒歩約7分（約600m）